# العلاقات الصينية القبرصية
العلاقات الصينية القبرصية هي العلاقات الثنائية التي تجمع بين الصين وقبرص.

## مقارنة بين البلدين
هذه مقارنة عامة ومرجعية للدولتين:
| وجه المقارنة                                              | الصين                    | قبرص                                                                 |
| --------------------------------------------------------- | ------------------------ | -------------------------------------------------------------------- |
| المساحة (كم2)                                             | 9.60 مليون               | 9.24 ألف                                                             |
| عدد السكان (نسمة)                                         | 1.33 مليار               | 1.14 مليون                                                           |
| الكثافة السكانية (ن./كم²)                                 | 138.54                   | 123.38                                                               |
| العاصمة                                                   | بكين                     | نيقوسيا                                                              |
| اللغة الرسمية                                             | اللغة الصينية القياسية   | اليونانية الحديثة، اللغة التركية، لغة يونانية                        |
| العملة                                                    | رنمينبي                  | يورو، جنيه قبرصي                                                     |
| الناتج المحلي الإجمالي (بليون دولار)                      | 12.24 تريليون            | 21.65 مليار                                                          |
| الناتج المحلي الإجمالي (تعادل القوة الشرائية) بليون دولار | 19.82 تريليون            | 26.73 مليار                                                          |
| الناتج المحلي الإجمالي الاسمي للفرد دولار أمريكي          | 8.03 ألف                 | 23.24 ألف                                                            |
| الناتج المحلي الإجمالي للفرد دولار أمريكي                 | 13.21 ألف                | 30.24 ألف                                                            |
| مؤشر التنمية البشرية                                      | 0.728                    | 0.850                                                                |
| رمز المكالمات الدولي                                      | +86                      | +357                                                                 |
| رمز الإنترنت                                              | .cn، .中国 ‏، .中國 ‏      | .cy                                                                  |
| المنطقة الزمنية                                           | توقيت الصين، ت ع م+08:00 | ت ع م+02:00، ت ع م+03:00، توقيت شرق أوروبا، توقيت شرق أوروبا الصيفي ‏ |

## مدن متوأمة
في ما يلي قائمة باتفاقيات التوأمة بين مدن صينية وقبرصية:
- ترتبط شانغهاي مع Nicosia Municipality [الإنجليزية]‏ باتفاقية توأمة منذ 1998.[14][14][14][14]
- ترتبط نانجينغ مع ليماسول  [لغات أخرى]‏ باتفاقية توأمة منذ 21 ديسمبر 1978.[15][16][15][16]
- ترتبط ييانغ [الإنجليزية]‏ مع بافوس باتفاقية توأمة.
- ترتبط تيانجين مع Larnaca Municipality  [لغات أخرى]‏ باتفاقية توأمة منذ 27 فبراير 2012.[17][17][17][17]

## منظمات دولية مشتركة
يشترك البلدان في عضوية مجموعة من المنظمات الدولية، منها:
| علم المنظمة | اسم المنظمة                               | تاريخ انضمام الصين | تاريخ انضمام قبرص |
| ----------- | ----------------------------------------- | ------------------ | ----------------- |
|             | مؤسسة التنمية الدولية                     | 24 سبتمبر 1960     | 2 مارس 1962       |
|             | المنظمة الهيدروغرافية الدولية             | ?                  | ?                 |
|             | مؤسسة التمويل الدولية                     | 15 يناير 1969      | 2 مارس 1962       |
|             | منظمة حظر الأسلحة الكيميائية              | ?                  | ?                 |
|             | يونسكو                                    | 4 نوفمبر 1946      | 6 فبراير 1961     |
|             | الأمم المتحدة                             | 25 أكتوبر 1971     | 20 سبتمبر 1960    |
|             | الاتحاد الدولي للاتصالات                  | 1 سبتمبر 1920      | 24 أبريل 1961     |
|             | منظمة الشرطة الجنائية الدولية             | ?                  | ?                 |
|             | البنك الدولي للإنشاء والتعمير             | 27 ديسمبر 1945     | 21 ديسمبر 1961    |
|             | الاتحاد البريدي العالمي                   | ?                  | ?                 |
|             | المركز الدولي لتسوية المنازعات الاستشارية | 6 فبراير 1993      | 25 ديسمبر 1966    |
|             | وكالة ضمان الاستثمار متعدد الأطراف        | 30 أبريل 1988      | 12 أبريل 1988     |
|             | منظمة التجارة العالمية                    | 11 ديسمبر 2001     | ?                 |
|             | الفريق المعني برصد الأرض                  | ?                  | ?                 |
|             | مجموعة الموردين النوويين                  | ?                  | ?                 |

## وصلات خارجية
- موقع وزارة الخارجية الصينية
- موقع وزارة الخارجية القبرصية